# Revisione (trasporti)

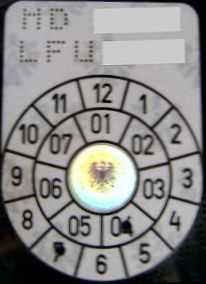
Esempio di decalcomania attaccato su un veicolo austriaco a seguito di una sua revisione

La revisione è una procedura di controllo dei veicoli, finalizzata a verificarne le condizioni di sicurezza, il livello di emissioni inquinanti e la rumorosità, che devono risultare conformi agli standard prescritti da normative internazionali e nazionali.
In alcuni Stati del mondo, è richiesta prima di poter rilasciare o rinnovare una licenza o una targa del veicolo. In altre, una volta che il veicolo supera l'ispezione, una decalcomania viene attaccata al parabrezza, in modo che le forze di polizia possano verificare velocemente l'avvenuta revisione. Nel caso di un veicolo privo di parabrezza (ad esempio un rimorchio o una motocicletta), la decalcomania è generalmente attaccata alla carrozzeria del veicolo.
In Italia, la revisione dei veicoli è regolata dall'articolo 80 del Codice della Strada, che stabilisce la periodicità e i controlli da effettuare.

## Procedure e controlli
Le procedure e i controlli della revisione auto variano a seconda delle normative nazionali, ma generalmente includono:
- Verifica dei documenti: controllo della carta di circolazione e dell’eventuale certificato di revisione precedente.
- Controllo dei dispositivi di sicurezza: freni, cinture di sicurezza, airbag, clacson e sistemi di illuminazione.
- Analisi delle emissioni: verifica dei gas di scarico per rispettare i limiti di inquinamento stabiliti dalla legge.
- Stato generale del veicolo: pneumatici, sospensioni, telaio, sterzo, tergicristalli e specchietti.
- Rumorosità del motore: misurazione del livello di decibel per rientrare nei parametri previsti.

Se il veicolo non supera la revisione, deve essere riparato e sottoposto a un nuovo controllo prima di poter circolare legalmente.

## Scadenze e sanzioni

### Scadenze della revisione[2][3]
- Veicoli privati (auto, motocicli): la revisione deve essere effettuata entro 4 anni dalla prima immatricolazione e successivamente ogni 2 anni (entro il mese corrispondente alla precedente revisione).
- Veicoli commerciali (furgoni, camion, autobus): la revisione è obbligatoria ogni anno.
- Veicoli storici: per i veicoli di interesse storico e collezionistico, la revisione viene effettuata ogni 2 anni, ma solo se iscritti presso un registro storico riconosciuto.

### Sanzioni per la mancata revisione
- Sanzioni per la circolazione senza revisione[4]: da € 173 a € 694 per chi circola con un veicolo non sottoposto a revisione. Se la revisione è omessa per più di un ciclo (oltre il termine previsto per più di una volta), la sanzione è raddoppiata. Se un veicolo non sottoposto a revisione viene trovato in circolazione, l'organo accertatore annota sul documento di circolazione che il veicolo è sospeso dalla circolazione[5] fino alla revisione. Tuttavia, il veicolo può circolare solo per recarsi al luogo dove verrà effettuata la revisione.
- Sanzioni in caso di violazioni ripetute: se il veicolo non è stato sottoposto a revisione per più di un ciclo, la sanzione per il conducente può arrivare fino a € 7.993 e prevede anche il fermo amministrativo del veicolo per 90 giorni. Se la violazione è ripetuta, il veicolo può essere confiscato.
- Sanzioni per le imprese di autoriparazione: le imprese che non rispettano i termini e le modalità stabilite per la revisione possono essere multate con somme che vanno da € 430 a € 1.731. Se vengono accertate tre violazioni in due anni, l'impresa rischia la revoca della concessione.
- Falsificazione della certificazione di revisione[6]: se viene accertata la falsificazione della certificazione di revisione, la sanzione amministrativa va da € 430 a € 1.731. Inoltre, scatta il ritiro della carta di circolazione e la cancellazione dell'impresa dal registro delle officine autorizzate.

## Revisione singola (straordinaria)
La revisione singola (straordinaria) viene disposta in casi specifici per verificare che un veicolo soddisfi ancora i requisiti di sicurezza, rumorosità e inquinamento previsti dalla normativa. Può essere richiesta in diversi casi, ad esempio:
- Segnalazione di organi di polizia stradale: se durante i controlli sorgono dubbi sulla sicurezza del veicolo o sul rispetto delle normative, gli organi di polizia stradale (come indicato nell’articolo 12 del Codice della Strada) possono ordinare la revisione straordinaria.
- Incidente stradale grave: se un veicolo subisce danni gravi a seguito di un incidente, che possano compromettere le condizioni di sicurezza, la polizia stradale è obbligata a segnalare il caso alla Motorizzazione Civile (M.C.T.C.) per disporre la revisione singola.
- Controlli delle autofficine autorizzate: quando un veicolo ha subito revisioni periodiche svolte in modo non conforme alle normative vigenti, o se vengono effettuati controlli a campione, può essere disposta una revisione straordinaria.

### Procedura per la revisione singola
- Notifica: il provvedimento di revisione straordinaria viene notificato al proprietario del veicolo.
- Prenotazione: il proprietario deve prenotare la revisione presso un ufficio della Motorizzazione Civile, oppure - nei casi consentiti - presso un'officina autorizzata,.
- Documenti richiesti: per la revisione, il proprietario dovrà presentare la carta di circolazione originale e, se necessario, una dichiarazione dei lavori eseguiti a regola d'arte (nel caso di riparazioni seguite a un incidente).

## Statistiche e dati
Nel 2023, le revisioni auto in Italia sono aumentate del 7,7%, raggiungendo 16.026.238 pratiche, rispetto alle 14.877.795 dell’anno precedente. Questo aumento ha comportato anche un incremento dei costi, che sono aumentati in molte regioni, come Piemonte (+9,8%) e Lombardia (+9,7%), dovuto al maggiore numero di revisioni.